# Kanton Le Mée-sur-Seine
Kanton Le Mée-sur-Seine (fr. Canton du Mée-sur-Seine) byl francouzský kanton v departementu Seine-et-Marne v regionu Île-de-France. Tvořilo ho pět obcí. Zrušen byl po reformě kantonů 2014.

## Obce kantonu
- Le Mée-sur-Seine
- Cesson
- Vert-Saint-Denis
- Boissise-la-Bertrand
- Boissettes